# Liste des matchs de l'équipe du Tchad de football par adversaire
Cette liste présente les matchs de l'équipe du Tchad de football par adversaire rencontré.
- Haut – A
- B
- C
- D
- E
- F
- G
- H
- I
- J
- K
- L
- M
- N
- O
- P
- Q
- R
- S
- T
- U
- V
- W
- X
- Y
- Z

## A

### Algérie
| Date            | Lieu             | Match           | Score | Compétition            |
| --------------- | ---------------- | --------------- | ----- | ---------------------- |
| 11 octobre 2002 | Annaba, Algérie  | Algérie - Tchad | 4-1   | Éliminatoires CAN 2004 |
| 6 juillet 2003  | N'Djaména, Tchad | Tchad - Algérie | 0-0   | Éliminatoires CAN 2004 |

Bilan
- Total de matchs disputés : 2
- Victoires du Tchad : 0
- Victoires de l'Algérie : 1
- Matchs nuls : 1

### Angola
| Date             | Lieu            | Match          | Score | Compétition                                |
| ---------------- | --------------- | -------------- | ----- | ------------------------------------------ |
| 12 octobre 2003  | N'Djaména Tchad | Tchad - Angola | 3-1   | Qualifications pour la Coupe du monde 2006 |
| 16 novembre 2003 | Luanda Angola   | Angola - Tchad | 2-0   | Qualifications pour la Coupe du monde 2006 |

Bilan
- Total de matchs disputés : 2
- Victoires de l'équipe d'Angola : 1
- Victoires de l'équipe du Tchad : 1
- Match nul : 0

## C

### Cameroun
| Date             | Lieu            | Match            | Score | Compétition                                |
| ---------------- | --------------- | ---------------- | ----- | ------------------------------------------ |
| 12 octobre 2006  | N'Djaména Tchad | Tchad - Cameroun | 3-1   | Qualifications pour la Coupe du monde 2006 |
| 16 novembre 2006 | N'Djaména Tchad | Tchad - Cameroun | 2-0   | Match amical                               |

## R

### République centrafricaine

#### Confrontations
Confrontations entre la République centrafricaine et le Tchad :
|   | Date            | Lieu       | Match                             | Score    | Compétition                                     |
| - | --------------- | ---------- | --------------------------------- | -------- | ----------------------------------------------- |
| 1 | 7 juillet 1976  | Libreville | République centrafricaine - Tchad | 1-0      | Jeux d'Afrique centrale 1976 (gr. 2)            |
| 2 | 7 décembre 1987 | N'Djaména  | Tchad - République centrafricaine | 2-1      | Coupe de l'UDEAC 1987 (es) (gr. A)              |
| 3 | 2 décembre 1988 | Yaoundé    | République centrafricaine - Tchad | 2-1      | Coupe de l'UDEAC 1988 (gr. A)                   |
| 4 | 2 décembre 1989 | Bangui     | République centrafricaine - Tchad | 1-1      | Coupe de l'UDEAC 1989 (es) (gr. B)              |
| 5 | 7 novembre 1999 | Libreville | République centrafricaine - Tchad | 1-1      | Coupe UNIFFAC des nations                       |
| 6 | 6 mars 2007     | N'Djaména  | Tchad - République centrafricaine | 3-2      | Coupe de la CEMAC 2007 (gr. A)                  |
| 7 | 16 mars 2007    | N'Djaména  | Tchad - République centrafricaine | 1-0 (ap) | Coupe de la CEMAC 2007 (match pour la 3e place) |
| 8 | 23 juin 2008    | Yaoundé    | Tchad - République centrafricaine | 0-2      | Coupe de la CEMAC 2008 (match pour la 3e place) |

#### Bilan
Au 19 avril 2019 :
- Total de matchs disputés : 8
- Victoires de la République centrafricaine : 4
- Matchs nuls : 1
- Victoires du Tchad : 3
- Total de buts marqués par la République centrafricaine : 13
- Total de buts marqués par le Tchad : 9

## S

### Sierra Leone

#### Confrontations
Confrontations entre la Sierra Leone et le Tchad :
|   | Date            | Lieu          | Match                | Score | Compétition                                                       |
| - | --------------- | ------------- | -------------------- | ----- | ----------------------------------------------------------------- |
| 1 | 10 octobre 2015 | N'Djaména     | Tchad - Sierra Leone | 1-0   | Éliminatoires de la Coupe du monde 2018 : zone Afrique (1er tour) |
| 2 | 13 octobre 2015 | Port Harcourt | Sierra Leone - Tchad | 2-1   | Éliminatoires de la Coupe du monde 2018 : zone Afrique (1er tour) |

#### Bilan
Au 22 avril 2019 :
- Total de matchs disputés : 2
- Victoires de la Sierra Leone : 1
- Matchs nuls : 0
- Victoires du Tchad : 1
- Total de buts marqués par la Sierra Leone : 2
- Total de buts marqués par le Tchad : 2